# 布拉克蒂
布拉克蒂（法語：Bracquetuit，法語發音：[bʁaktɥi]）是法国滨海塞纳省的一个市镇，属于迪耶普区。

## 地理
布拉克蒂（49°39'58"N, 1°10'4"E）面积8.47 平方千米，位于法国诺曼底大区滨海塞纳省，该省份为法国北部沿海省份，其西部及北部濒大西洋英吉利海峡，东起顺时针与索姆省、瓦兹省、厄尔省和卡爾瓦多斯省接壤。
与布拉克蒂接壤的市镇（或旧市镇、城区）包括：拉克里克、埃坦皮、格里尼厄斯维尔、科地区蒙特勒伊、圣维克托拉拜。

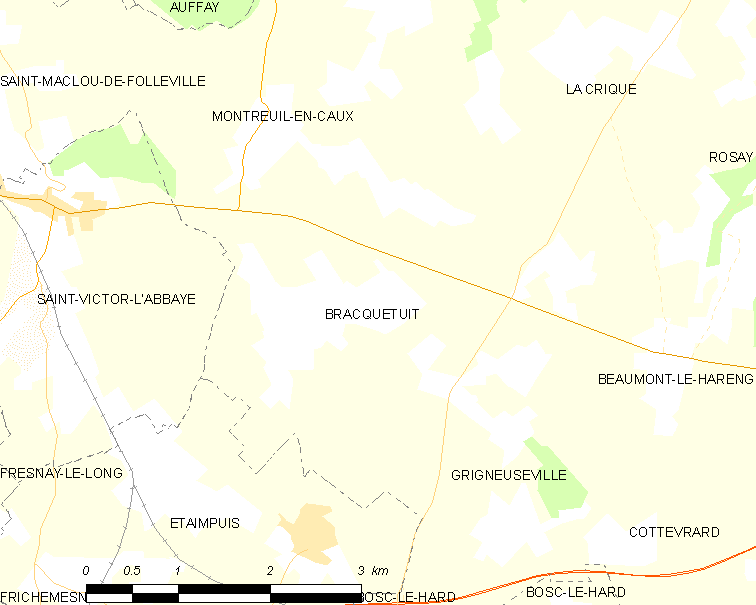
布拉克蒂的OSM定位图

布拉克蒂的时区为UTC+01:00、UTC+02:00（夏令时）。

## 行政
布拉克蒂的邮政编码为76850，INSEE市镇编码为76138。

## 政治
布拉克蒂所属的省级选区为布赖地区讷沙泰勒县。

## 人口

1962-2008年间布拉克蒂人口变化图示

布拉克蒂于2022年1月1日时的人口数量为333人。